# Paraguas búlgaro

Diagrama del mecanismo.
1. Gatillo en el mango del paraguas.
2. Asa del paraguas.
3. Resorte para empujar el sistema de articulación.
4. Sistema de articulación que une el gatillo a la válvula.
5. Cilindro de aire comprimido.
6. Interruptor que activa la válvula.
7. Válvula que dispara ricina a través del "barril" del paraguas.

El «paraguas búlgaro» es el nombre popular que se le dio a un arma utilizada por la Darzhavna Sigurnost, los servicios secretos búlgaros, consistente en una pistola de aire comprimido camuflada como un paraguas, con su mecanismo neumático oculto en la punta que disparaba un perdigón con una pequeña cantidad de veneno.

## Historia
Este paraguas fue utilizado, presuntamente, en el asesinato del escritor y disidente búlgaro Georgi Markov el 7 de septiembre de 1978 y en el fallido intento de asesinato del periodista y disidente búlgaro Vladimir Kostov el mismo año en el metro de París. El veneno usado en ambos casos fue la ricina. Estos dos intentos de asesinato fueron organizados por los servicios secretos búlgaros de la época de la Guerra Fría con la asistencia de la KGB.
El asesinato de Georgi Markov, el 7 de septiembre de 1978 en el puente de Waterloo en Londres, se produjo el día del cumpleaños del presidente búlgaro Todor Zhivkov, que había sido a menudo el blanco de las críticas de Georgi Markov. Un agente del servicio secreto búlgaro se aproximó a Markov, que se encontraba esperando el autobús en una parada, para dispararle un perdigón lleno de ricina con la punta del paraguas en su pierna y eliminar a la víctima. Markov recibió una pequeña pero letal dosis de ricina en la parte posterior de su pantorrilla derecha y, al darse la vuelta, un individuo con un paraguas le pidió perdón. No le dio mayor importancia, pero esa misma noche acudió al hospital, donde murió tres días más tarde.
Por su parte, el periodista Vladimir Kostov había sido atacado el 26 de agosto de ese mismo año en el metro de París. Kostov recibió un pinchazo en la espalda y tuvo que ser ingresado en un hospital, donde permaneció doce días. Los servicios médicos parisinos extrajeron un perdigón con ricina de dimensiones idénticas al que días después causaría la muerte de su compatriota Markov. Durante la Guerra Fría, los servicios secretos soviéticos o del Bloque del Este también intentaron asesinar con este aparato al disidente soviético Alexander Solzhenitsyn y al exagente de la CIA Boris Korczak.
Estos dos casos inspiraron la película francesa de 1980 Le Coup du parapluie, dirigida por Gérard Oury y protagonizada por Pierre Richard. El paraguas búlgaro también fue presentado en el episodio "The Clock", de la serie de televisión de 2013 The Americans.